# Ossian Ahrenberg
Ossian Theodor Ahrenberg, född 29 april 1877 i Göteborgs garnisons församling, död 9 augusti 1945 i Göteborgs Johannebergs församling, var en svensk skeppsredare och donator.

## Biografi
Ossian Ahrenberg var son till skeppsredaren Theodor Ahrenberg och Hilda Pettersson. Från 1909 var han gift med Naëma Wijkander (1886–1962), dotter till August Wijkander och Majken Tudeer. Han var far till konstsamlaren Theodor ”Teto” Ahrenberg.
Han bedrev handelsstudier i Tyskland och England 1896 och 1897. År 1908 blev han ensam innehavare av den av fadern 1872 etablerade firman Th. Ahrenberg i Göteborg, styrelseledamot i Sveriges Ångfartygs Assurans förening 1927–1939. Ahrenberg var från 1900 en av de ledande i Nautiska föreningen i Göteborg (där han även var bibliotekarie 1900–1920 och från 1941), en av initiativtagarna till Göteborgs orkesterförening och ledamot av konserthusstyrelsen sedan 1905. Han var även styrelseledamot i Göteborgs sjöfartsmuseum sedan 1913, i Lorensbergsteatern 1921–1934, i Göteborgs stadsteater 1934–1945. 
Ossian Ahrenberg var en betydande donator inom sjöfart-, musik- och teaterområdena. 
Han är begravd på Östra kyrkogården i Göteborg.